# Corvino San Quirico
Corvino San Quirico é uma comuna italiana da região da Lombardia, província de Pavia, com cerca de 1.092 habitantes. Estende-se por uma área de 4 km², tendo uma densidade populacional de 273 hab/km². Faz fronteira com Calvignano, Casatisma, Casteggio, Oliva Gessi, Robecco Pavese, Torricella Verzate.

## Demografia
| Variação demográfica do município entre 1861 e 2011                               |
|                                                                                   |
| Fonte: Istituto Nazionale di Statistica (ISTAT) - Elaboração gráfica da Wikipedia |